# Rafael Aguilar Guajardo
Rafael Aguilar Guajardo (1950 - 12 de abril de 1993)  fue un narcotraficante mexicano, líder y uno de los cofundadores del cartel de Juárez. Fue integrante de la  Dirección Federal de Seguridad así como dueño del Premier en la Ciudad de México y del Lido de París. Se hizo cargo de Ciudad Juárez, Chihuahua y Nuevo Laredo. Murió el 12 de abril de 1993 en un muelle de Cancún, Quintana Roo, acribillado cuando se disponía a abordar una lancha.